# پیش‌نویس فیلم‌نامه
پیش‌نویس فیلم‌نامه یا تریتمنت (به انگلیسی: treatment)، شرح روایی و کامل و دقیق داستان است. چیزی شبیه داستان کوتاه و به‌گونه‌ای نوشته می‌شود که بتوان با تمام جزئیات، فیلم را شناخت.